# Davor Šuker
Davor Šuker (Osijek, 1. januar 1968), bivši hrvatski fudbaler. Igrao je na mestu napadača. Trenutno je predsednik Fudbalskog saveza Hrvatske.

## Biografija
Rodio se u Osijeku. Njegova porodica potiče iz Livna.
Karijeru je započeo 1984. u rodnom mu Osijeku, igrajući za prvoligaša NK Osijek.
U Osijeku je odigrao skoro 100 utakmica i postigao 40 golova. Usledio je transfer u redove jačeg hrvatskog kluba NK Dinamo. Iako je tamo ogovaran da se malo zalaže u igri i podosta je spor, uspeo je zabeležiti sjajne rezultate s klubom i 1991. godine otišao je u špansku Primeru, u Sevilju. U tom je gradu i klubu proveo sledećih 5 godina i u tom razdoblju postao ikona kluba, postigavši 76 pogodaka u 153 nastupa. Pre evropskog prvenstva 1996. u Engleskoj kupio ga je veliki Real Madrid. Tamo je Šuker odveo svoj klub do titule prvaka Španije 1997, budući da je bio prvi klupski strelac sa 24 gola. Sledeće sezone su osvojili i Ligu šampiona 1998. U samo 3 sezone je uspeo da postane legenda kluba. U španskom fudbalu je sa 124 ligaška gola ostavio neizbrisiv trag. 1998 godinu pamtiće i po Svetskom prvenstvu u Francuskoj gde je sa 6 golova u 7 utakmica odveo svoju zemlju do 3. mesta u svetu, dok je on sam dobio nagradu Zlatna kopačka koja se dodeljuje najboljim strelcima Svetskog prvenstva, Srebrna lopta za drugog najboljeg igrača Svetskog prvenstva i Bronzani trofej FIFA za treće mesto u izboru igrača sezone prema glasanju selektora svih svetskih reprezentacija. Te iste godine dobitnik je nagrade za najboljeg sportistu godine u izboru Sportskih novosti, a dvostruki je dobitnik i najviše Državne nagrade za sport "Franjo Bučar" i kao pojedinac i kao član reprezentacije. Na Evropskom Prvenstvu u Engleskoj 1996 je bio drugi strelac. Njegov čuveni lob preko tada najboljeg golmana planete Petera Schmeichela, u pobedi Hrvatske nad evropskim prvakom Danskom od 3:0, se smatra jednim od najboljih golova Evropskih Prvenstava.
Završetkom španske epizode karijera mu je poprimila drugačiji oblik. Kako je već ušao u 30-e, počeo je brže menjati klubove. Tako je bio nakratko u Arsenalu, pa je usledio Vest Hem, zatim Minhen 1860. Na Evropsko prvenstvo 2000. godine Hrvatska se nije uspela plasirati, nastavljajući "prokletstvo" svetske bronze koje je pre Hrvatske započela Bugarska, a nakon toga nastavila Turska. Na Mondijalu 2002. putovao je s hrvatskom reprezentacijom, ali je odigrao tek 64 minuta u porazu od Meksika, što mu je bio i poslednji nastup za reprezentaciju.
Debi u reprezentaciji zabeležio je protiv Rumunije. U reprezentaciji je u 69 utakmica postigao 45 pogodaka i time postavio teško dostižan rekord. Prvi mu je pratitelj Darijo Srna s 28 golova manje. Šuker pamti i nastupe u plavom dresu Jugoslavije. Bilo je to 1991, a odigrao je 4 utakmice i postigao 1 gol. Pre toga nastupao je u mlađim reprezentativnim kategorijama tadašnje države, a između ostalog i na završnici Evropskog U-21 prvenstva u Rusiji, gde je jugoslovenska U-21 reprezentacija, izgubivši u finalu od domaćina, osvojila 2. mesto, a Davor Šuker je proglašen najboljim igračem Prvenstva. Davor je bio i najbolji strelac slavne čileanske generacije na putu do svetskog trona 1987. i drugi strelac šampionata.
Smatra ga se jednim od najboljih napadača 1990-ih. Jedini je igrač sa prostora bivše Jugoslavije koji se nalazi na FIFA listi 125 najboljih fudbalera u istoriji fudbala. Tu je listu radio Pele. Nalazi se i na listi 100 najboljih igrača po Maradoni.

## Zanimljivosti
- Nakon okončanja karijere osnovao je akademiju Davor Šuker Soccer Academy u Zagrebu.
- Neko se vreme bavio i karijerom velikog hrvatskog talenta Nike Kranjčara.
- Pele ga je uvrstio na svoj popis 125 najboljih fudbalera svih vremena.
- Poreklom je Davor Šuker, kao Robert i Niko Kovač, iz Livna, BiH. Ivan Šuker, ministar finansija Republike Hrvatske, je rodom iz istog sela (Lištani) kao i Davorov otac.
- U novembru 2008. proglašen je počasnim građaninom rodnog Osijeka.

## Spoljašnje veze
- Davor Šuker на сајту

- Statistika Davora Šuker